# 圣彼得堡苏维埃
圣彼得堡工人代表苏维埃是1905年俄国革命时成立的苏维埃或工人和士兵委员会，俄国社会民主工党和托洛茨基曾参与该组织 。托洛茨基宣称圣彼得堡苏维埃是于1905年10月13日在圣彼得堡国立科技学院成立，最初有400—500名成员，由200000名产业工人选出。圣彼得堡苏维埃与同年在伊万诺沃成立的工人代表苏维埃同为世界上最早的苏维埃议会之一。